# مكتبة فن الطهي
تعد مكتبة فن الطهي أول مكتبة غير ربحية لأدوات فن الطهي في كندا، حيث شهدت منذ افتتاحها في أكتوبر 2013 اهتماماً إعلامياً علي كافة المستويات المحلية والوطنية والدولية بالإضافة للدعم المجتمعي. وفي أكتوبر 2014، انتقلت مكتبة فن الطهي إلى منطقة يونج وإجلينتون (داخل مدينة صحية للمعيشة )، حيث تقوم بإقراض الأجهزة وتقديم ورش عمل تعليمية. وأغلقت في الأول من سبتمبر عام 2016.
وعلي الرغم من زيادة عدد السكان وانخفاض حجم مساحة الوحدات السكنية، إلا انهم يعتقدون أن المساحة والدخل لا ينبغي ان تقف عائقاً أمام الطهي والأكل الصحي وذلك من خلال توفير إمكانية الوصول الي أجهزة أخري أقل تكلفة وغير مستهلكة للمساحة وبناء مدينة أكثر جاذبية في المستقبل.
وفي عام 2014، تم إدراجها كأحد الاختراعات الكندية السبع التي تجعل حياتك أفضل في كل من جريدة تورنتوستار، ومجلة تورنتو الحياة، وناشيونال بوست الكندية وسي بي سي نيوز